# 明知大學站
明知大學站（：／ Myeongjidae yeok */?）是龍仁輕軌沿線的一座高架車站，位於韓國京畿道龍仁市處仁區驛北洞。

## 車站構造
站體為2面2線側式月台的高架車站，候車月台設有月台幕門，並有2處出口。

### 月台配置
| 市廳·龍仁大學 ↑ |
| \| 上           |
| ↓ 金良場        |

| 月台 | 路線        | 目的地               |
| ---- | ----------- | -------------------- |
| 上行 | ●龙仁轻电铁 | 三街、東栢、器興方向 |
| 下行 | ●龙仁轻电铁 | 前垈·愛寶樂園方向    |

## 歷史
- 2013年4月26日：落成啟用。

## 車站周邊
- 明知大學自然校區
- E-mart龍仁店
- 龍仁Severance醫院

## 圖片

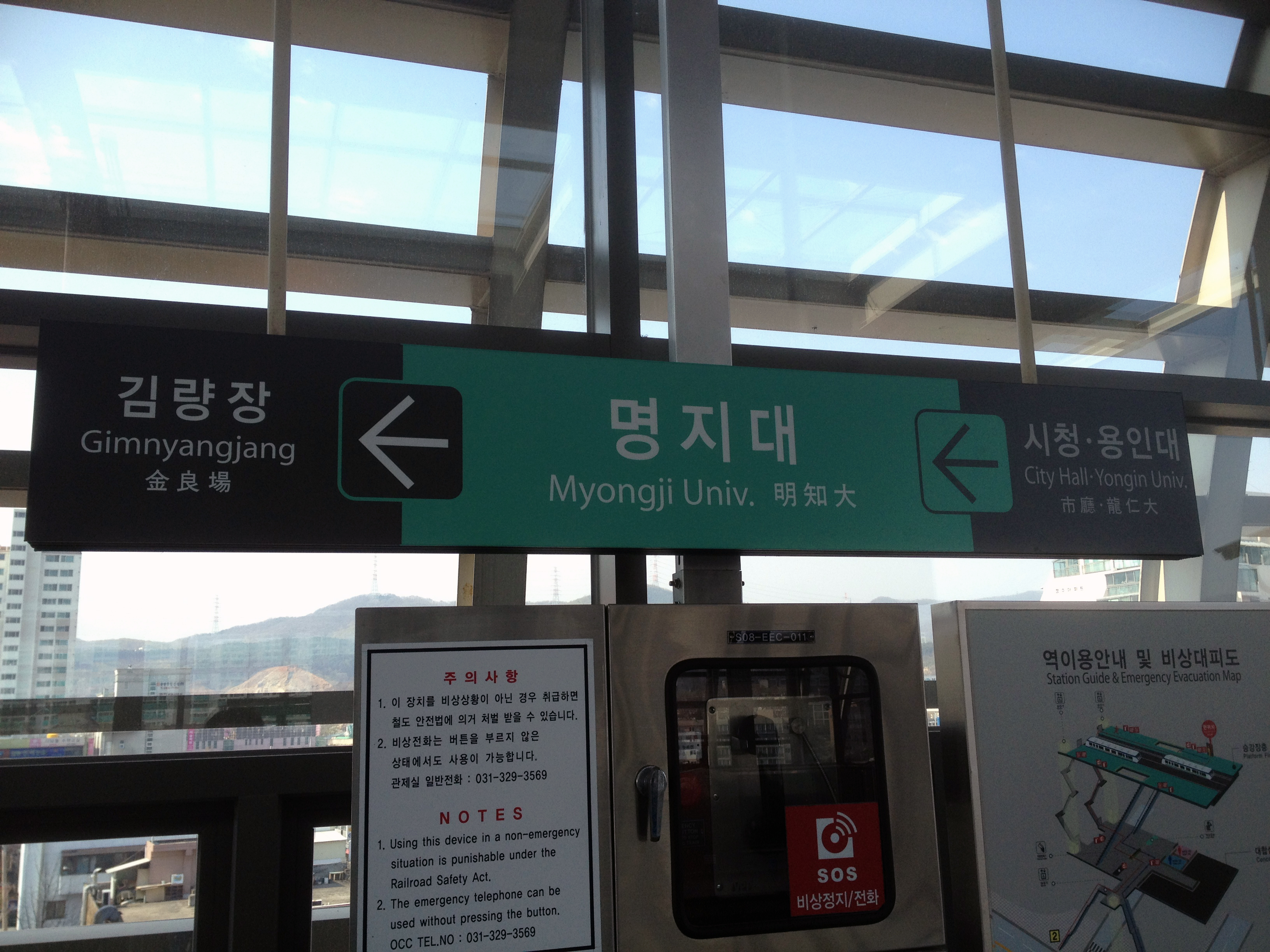
站名牌
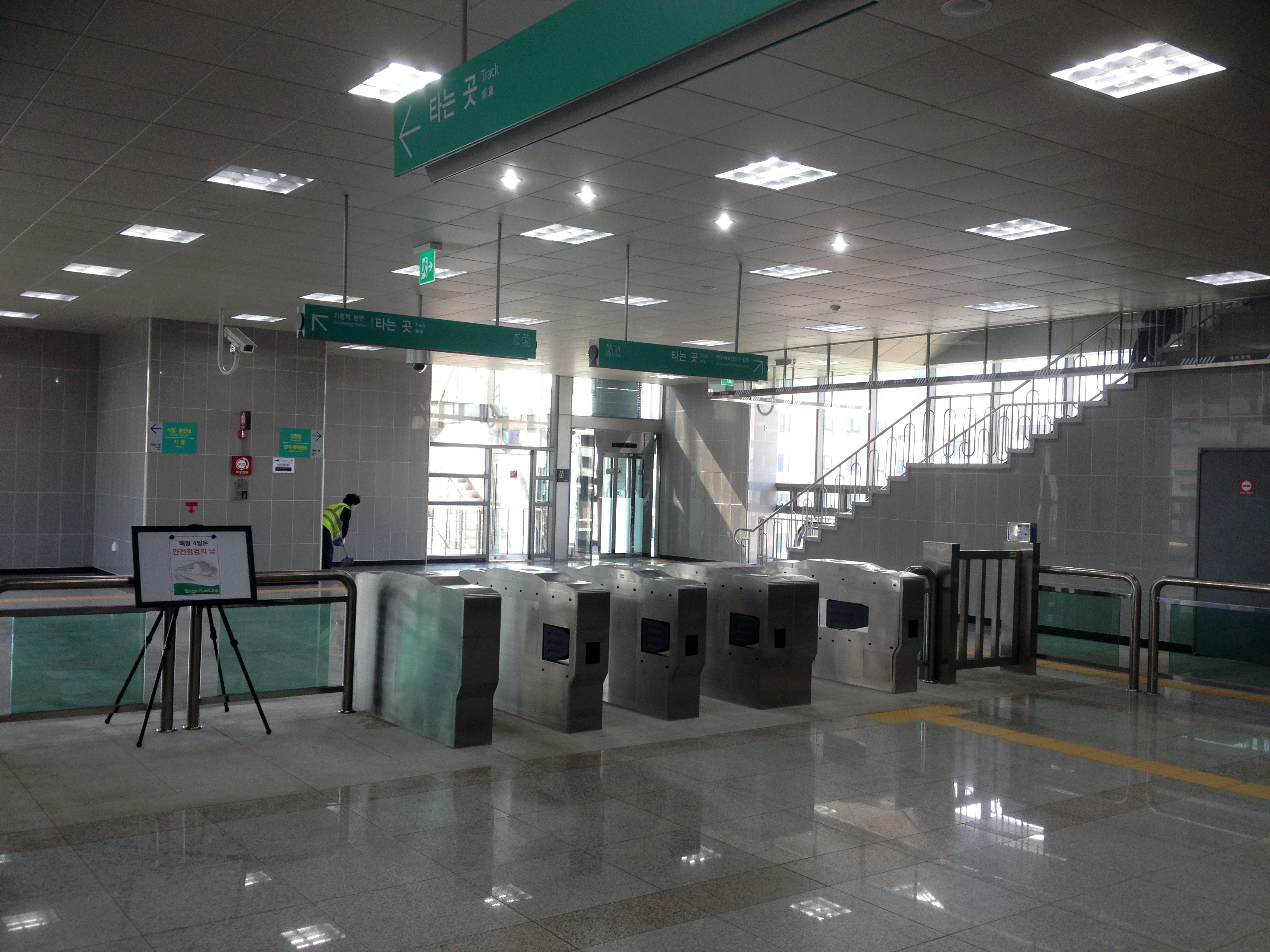
剪票閘口

## 相鄰車站
龍仁輕量電鐵
●龙仁轻电铁
市廳·龍仁大學（Y117）－明知大學（Y118）－金良場（Y119）